# Провал операції «Велика ведмедиця»
«Провал операції „Велика ведмедиця“» (рос. «Провал операции „Большая медведица“») — український радянський художній фільм 1983 року режисера Анатолія Буковського про боротьбу радянських спецслужб та прикордонників з загонами УПА наприкінці 1940-х років.
Фільм подає події з історії УПА з точки зору радянської пропаганди.

## Сюжет
У перші повоєнні роки на території Західної України діяли загони Української Повстанської Армії (УПА). В одному з прикарпатських сіл облаштувався загін УПА під командуванням «Рена»…

## У ролях
- Ніна Антонова —  вчителька Марія Григорівна Шевчук
- Зінаїда Журавльова —  Злата Завада
- Олександр Денисенко —  комсомолець Іван Нечай
- Анатолій Барчук —  капітан Мальований
- Микола Шутько —  полковник Іван Коломієць
- Володимир Костюк —  лейтенант Сенчуков
- Федір Панасенко —  голова сільради
- Костянтин Степанков —  лісничий Кандиба
- Галина Мороз —  Влада Кандиба
- Лесь Сердюк —  Рен, командир загону УПА
- Михайло Ігнатов —  помічник Рена
- Володимир Волков —  Юліан Біс, резидент УПА
- Микола Сектименко —  Остап Блакитний, підривник УПА
- Гедімінас Гірдвайніс —  Мовчун
- Володимир Куркін —  Петро Крук
- Паул Буткевич —  майор Стронг
- Михайло Горносталь —  Михась Вовк, новий курінний УПА
- Олександр Гринько —  Левко Завада, редактор емігрантської газети в Мюнхені
- Аліція Омельчук —  Тіщенюк, зв'язкова УПА
- Осип Найдук —  бандерівець із загону Рена
- Оксана Григорович — Ганнуся Божко, офіціантка в мюнхенському ресторані

## Творча група
- Автори сценарію: Лев Корнешов, за участі Анатолія Буковського
- Режисер-постановник: Анатолій Буковський
- Оператор-постановник: Валерій Башкатов
- Художник-постановник: Віктор Мигулько
- Композитор: Володимир Губа
- Режисер: С. Омельчук
- Оператор: Віктор Атаманенко
- Звукооператор: Богдан Міхневич
- Режисер монтажу: Таїса Кряченко
- Художник по костюмах: І. Вакуленко
- Художник по гриму: Е. Колонська
- Художник-декоратор: Микола Терещенко
- Комбіновані зйомки: художник — Михайло Полунін, оператор — В. Воронов
- Асистенти режисера: І. Благодарева, Н. Бондарчук, Сергій Олійник, Е. Юревич
- Редактори: Анатолій Кашеїда, Володимир Сосюра
- Директор картини: Зінаїда Миронова

## Нагороди
- 1985: Третя премія КДБ СРСР автору сценарію Льву Корнешову, режисерові Анатолію Буковському і актрисі Ніні Антоновій за кращий твір про чекістів і прикордонників.

## Цікаві факти
Основні зйомки фільму відбувалися у Коломиї (Івано-Франківська область).